# 佐藤まい
佐藤 まい（さとう まい、1983年3月5日 - ）は、日本の元AV女優・グラビアアイドル・ヌードモデル。

## 略歴
東京都出身。2001年、アダルトビデオ『はなびら』でデビュー。AV女優としてデビューしたが、AVは『はなびら』と『PEACH DAYS』の2本のみで引退（他の作品は総集編）。その後は写真集・グラビアを中心に活動した。

## 出演作品

### アダルトビデオ
- はなびら（2001年9月29日）
- PEACH DAYS（2001年10月26日）
- PEACH DAYS PLUS（2002年2月23日）
- 宇宙企画DX 120分スペシャル10（2002年6月29日）
- 巨乳240分（2002年12月18日）
- 宇宙企画 Debut Collection 2（2003年2月25日）
- 視姦フェチ（2003年5月1日、ワンズファクトリー）
- 宇宙企画Memorial 佐藤まい（2003年8月22日）
- 宇宙企画Memorial Best Special Box（2005年3月11日）
- 宇宙企画COMBO!4時間 うるるん女子校生編（2005年3月11日）
- 宇宙企画COMBO!4時間 もち肌っ娘編（2006年1月27日）

### イメージビデオ
- 視姦フェチ（2003年5月1日、ワンズファクトリー）

### 写真集
- 思い出のひとかけら（2001年9月、フォーブリック、撮影：斉木弘吉）ISBN 978-4894616585
- absolute（2002年1月、ケイエスエス、撮影：斉木弘吉）ISBN 978-4877095642
- どこでもスナップ(宝島社文庫)（2002年7月、宝島社、編集：米原康正）ISBN 978-4796628082
- いもうとの出来心（2002年7月、彩文館出版、撮影：西條彰仁）ISBN 4916115902
- らぶぱら 約束(竹書房文庫)（2003年2月、竹書房、撮影：斉木弘吉）ISBN 978-4812411285
- KARAMI 18(SANWA MOOK)（2003年7月、三和出版、撮影：横山こうじ）ISBN 978-4883569816